# 一之俁溫泉
34°15′32.1″N 131°03′24.5″E / 34.258917°N 131.056806°E
一之俁溫泉是位於日本山口縣下關市北部的豐田町一之俁地區在國道491號上的溫泉區，溫泉泉質為鹽基單純硫磺溫泉。

## 歷史
1877年起本地即開始嘗試挖掘溫泉泉源，但直到1911年才由宗岡實誠找到泉源，並於1912年開始興建溫泉浴場，1913年啟用。
但直到1960年代後當地開始整合各界資源，以企業形式來經營溫泉旅館事業，才逐漸發展起來，2004年曾入選由觀光經濟新聞主辦的日本的溫泉100選泉質排行項目。